# 庫梅爾套
庫梅爾套（俄语：Кумерта́у）是俄羅斯巴什科爾托斯坦共和國的一座城市，位於該國西南部。该市面积为170平方千米，海拔高度310米，2017年人口为60,807人。
1953年建市。
乌法国立航空技术大学在庫梅爾套设有分校区。